# 3653 Климишин
3653 Климишин (3653 Klimishin) — астероїд головного поясу, відкритий 25 квітня 1979 року.
Тіссеранів параметр щодо Юпітера — 3,627.